# Раміро III
Раміро III (ісп. Ramiro III, 961–985), король Леону між 966 та 984 роками, син та спадкоємець Санчо I Товстого.

## Родина
Походив з династії Астур-Леон. Син Санчо I Раміро зійшов на трон, коли йому ледь виповнилося 5 років. Спочатку опіку над ним узяла тітка Ельвіра Рамірес, а потім мати Тереса Ансурес. Вони обидві були черницями, тому для років правління Раміро III характерна особлива підтримка церкви.

## Правління
До повноліття король ратифікував мирний договір із кордовським халіфом аль-Хакамом і вів боротьбу із вікінгами, що вториглися в Галісію. Після завершення миру в королівсто вторглися війська візира Альманзора.
Після повноліття Раміро намагався встановити абсолютну монархію, що викликало невдоволення в Галісії та Кастилії. Крім того війська Раміро зазнали кількох поразок від маврів. Усе це разом призвело до того, що знать Галісії 982 року обрала собі іншого короля Бермудо II, сина Ордоньйо III. 984 року Бермудо відібрав трон у Раміро.